# 中新里 (臺中市)
中新里，位於大里區中央偏東北。

## 里名由來
因自「內新里」析置，又位於大里區中央而得名。

## 地理
中新里面積0.4平方公里，劃分為21鄰，2,341戶，總人口6,646人（台中縣大里市戶政事務所民國109年1月底戶口統計）。本里東界國光、長榮二里，西界立德、立仁二里，南為大元里，北側為內新里。

## 行政區劃沿革
中新里於清代時隸屬藍興堡內新莊；明治35年（1902年）時，改隸臺中廳臺中區內新庄，至大正9年（1920年）則隨行政區調整，隸屬大屯郡大里庄內新大字。二次大戰結束後，國民政府接收臺灣，原先內新大字範圍被劃歸為內新村與東昇村，隸屬臺中縣大里鄉。民國59年（1970年），為因應眾多的外來人口，內新村被劃分為內新村、西榮村和日新村，本里當時隸屬內新村；民國82年（1993年）隨大里鄉升格為縣轄市大里市而改制為內新里。民國91年（2002年），行政區再次調整，析內新里南側置「中新里」。

## 旅遊
- 合觀福德宮

### 書籍
- 《臺灣地名辭書》卷十二《臺中縣》第二冊，第16-17頁

### 外部連結
- 臺中市大里區公所 沿革